# Fleisbach
Fleisbach ist ein Ortsteil der Gemeinde Sinn im mittelhessischen Lahn-Dill-Kreis.

## Geographie

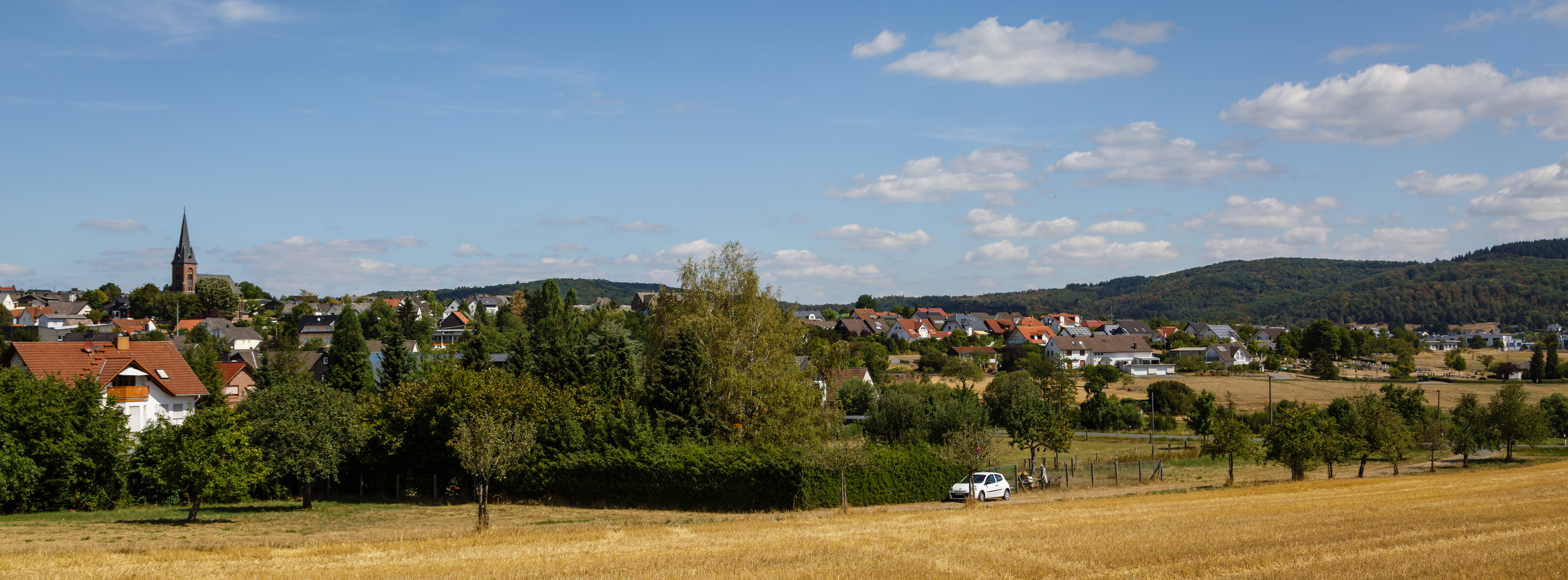
Fleisbach

Der Ort liegt am Ostrand des Westerwaldes, westlich des Kernortes Sinn und nördlich von Edingen. Im Norden liegt Merkenbach, ein Stadtteil von Herborn. Fleisbach ist von Wald umgeben, nur im Osten grenzt das Dorf an die Auen im Dilltal. Durch den Ort fließt der namensgebende Fleisbach, der in die Dill mündet. Südlich der Ortschaft fließt der Saalbach und mündet ebenfalls in die Dill.

## Geschichte

### Ortsgeschichte
Die erste urkundliche Erwähnung stammt aus dem Jahr 1295. Damals kaufte Heinrich von Fleisbach, ein Bürger aus Wetzlar, ein Grundstück im Dorf. Die Ortschaft gehörte im 12. Jahrhundert zur Herborner Mark und entstand als hufeisenförmiger Weiler.
Im 18. Jahrhundert lebten bereits 227 Einwohner in Fleisbach. Bis zum Ersten Weltkrieg war die Bevölkerungszahl auf 800 gestiegen. Nachdem im Jahr 1940 die Einwohnerzahl von 1000 erreicht worden war, musste man nach dem Zweiten Weltkrieg 114 gefallene Soldaten beklagen. Ab 1945 setzte der Zuzug von Heimatvertriebenen ein.
In neuerer Zeit wurden neue Wohngebiete und ein Industriegebiet geschaffen. Dadurch fanden einige Unternehmen ihren Sitz in Fleisbach.
Im Zuge der hessischen Gebietsreform wurde die bis dahin selbstständige Gemeinde Fleisbach zum 1. Januar 1977 durch das Gesetz zur Neugliederung des Dillkreises, der Landkreise Gießen und Wetzlar und der Stadt Gießen nach Sinn eingemeindet. Für den Ortsteil Fleisbach wurde, wie für die anderen eingemeindeten ehemals eigenständigen Gemeinden, ein Ortsbezirk mit Ortsbeirat und Ortsvorsteher eingerichtet.

### Verwaltungsgeschichte im Überblick
Die folgende Liste zeigt die Staaten bzw. Herrschaftsgebiete und deren untergeordnete Verwaltungseinheiten, denen Fleisbach angehört(e):
- vor 1739: Heiliges Römisches Reich, Grafschaft/Fürstentum Nassau-Dillenburg, Amt Herborn
- ab 1739: Heiliges Römisches Reich, Fürstentum Nassau-Diez, Amt Herborn
- 1806–1813: Großherzogtum Berg, Département Sieg, Arrondissement Dillenburg, Kanton Herborn
- 1813–1815: Fürstentum Nassau-Oranien, Amt Herborn
- ab 1816: Herzogtum Nassau, Amt Herborn
- ab 1849: Herzogtum Nassau, Kreisamt Herborn
- ab 1854: Herzogtum Nassau, Amt Herborn
- ab 1867: Norddeutscher Bund, Königreich Preußen, Provinz Hessen-Nassau, Regierungsbezirk Wiesbaden, Dillkreis
- ab 1871: Deutsches Reich, Königreich Preußen, Provinz Hessen-Nassau, Regierungsbezirk Wiesbaden, Dillkreis
- ab 1918: Deutsches Reich, Freistaat Preußen, Provinz Hessen-Nassau, Regierungsbezirk Wiesbaden, Dillkreis
- ab 1932: Deutsches Reich, Freistaat Preußen, Provinz Hessen-Nassau, Regierungsbezirk Wiesbaden, Landkreis Dillenburg
- ab 1933: Deutsches Reich, Freistaat Preußen, Provinz Hessen-Nassau, Regierungsbezirk Wiesbaden, Dillkreis
- ab 1944: Deutsches Reich, Freistaat Preußen, Provinz Nassau, Dillkreis
- ab 1945: Deutsches Reich, Amerikanische Besatzungszone, Groß-Hessen, Regierungsbezirk Wiesbaden, Dillkreis
- ab 1946: Deutsches Reich, Amerikanische Besatzungszone, Hessen, Regierungsbezirk Wiesbaden, Dillkreis
- ab 1949: Bundesrepublik Deutschland, Hessen, Regierungsbezirk Wiesbaden, Dillkreis
- ab 1968: Bundesrepublik Deutschland, Hessen, Regierungsbezirk Darmstadt, Dillkreis
- ab 1977: Bundesrepublik Deutschland, Hessen, Regierungsbezirk Darmstadt, Lahn-Dill-Kreis, Gemeinde Sinn
- ab 1981: Bundesrepublik Deutschland, Hessen, Regierungsbezirk Gießen, Lahn-Dill-Kreis, Gemeinde Sinn

### Bevölkerung
Einwohnerstruktur 2011
Nach den Erhebungen des Zensus 2011 lebten am Stichtag dem 9. Mai 2011 in Fleisbach 1854 Einwohner. Darunter waren 96 (5,2 %) Ausländer.
Nach dem Lebensalter waren 357 Einwohner unter 18 Jahren, 756 zwischen 18 und 49, 372 zwischen 50 und 64 und 369 Einwohner waren älter.
Die Einwohner lebten in 738 Haushalten. Davon waren 156 Singlehaushalte, 210 Paare ohne Kinder und 294 Paare mit Kindern, sowie 69 Alleinerziehende und 9 Wohngemeinschaften. In 144 Haushalten lebten ausschließlich Senioren und in 483 Haushaltungen lebten keine Senioren. Bis heute gehen 70 % der Fleisbacher Bevölkerung bäuerlichen Gewerbes nach, was eine Besonderheit im Lahn-Dill-Kreis darstellt.
Einwohnerentwicklung
| Fleisbach: Einwohnerzahlen von 1834 bis 2018 | Fleisbach: Einwohnerzahlen von 1834 bis 2018 | Fleisbach: Einwohnerzahlen von 1834 bis 2018 | Fleisbach: Einwohnerzahlen von 1834 bis 2018 | Fleisbach: Einwohnerzahlen von 1834 bis 2018 |
| --- | -------------------------------------------- | -------------------------------------------- | -------------------------------------------- | -------------------------------------------- |
| Jahr |                                              |                                              |                                              | Einwohner                                    |
| 1834 | 1834                                         |                                              | 376                                          | 376                                          |
| 1840 | 1840                                         |                                              | 403                                          | 403                                          |
| 1846 | 1846                                         |                                              | 403                                          | 403                                          |
| 1852 | 1852                                         |                                              | 391                                          | 391                                          |
| 1858 | 1858                                         |                                              | 374                                          | 374                                          |
| 1864 | 1864                                         |                                              | 416                                          | 416                                          |
| 1871 | 1871                                         |                                              | 495                                          | 495                                          |
| 1875 | 1875                                         |                                              | 459                                          | 459                                          |
| 1885 | 1885                                         |                                              | 482                                          | 482                                          |
| 1895 | 1895                                         |                                              | 538                                          | 538                                          |
| 1905 | 1905                                         |                                              | 647                                          | 647                                          |
| 1910 | 1910                                         |                                              | 690                                          | 690                                          |
| 1925 | 1925                                         |                                              | 759                                          | 759                                          |
| 1939 | 1939                                         |                                              | 936                                          | 936                                          |
| 1946 | 1946                                         |                                              | 1.122                                        | 1.122                                        |
| 1950 | 1950                                         |                                              | 1.133                                        | 1.133                                        |
| 1956 | 1956                                         |                                              | 1.048                                        | 1.048                                        |
| 1961 | 1961                                         |                                              | 1.015                                        | 1.015                                        |
| 1967 | 1967                                         |                                              | 1.127                                        | 1.127                                        |
| 1970 | 1970                                         |                                              | 1.328                                        | 1.328                                        |
| 2014 | 2014                                         |                                              | 1.836                                        | 1.836                                        |
| 2016 | 2016                                         |                                              | 1.861                                        | 1.861                                        |
| 2018 | 2018                                         |                                              | 1.813                                        | 1.813                                        |
| Datenquelle: Historisches Gemeindeverzeichnis für Hessen: Die Bevölkerung der Gemeinden 1834 bis 1967. Wiesbaden: Hessisches Statistisches Landesamt, 1968. Weitere Quellen: |                                              |                                              |                                              |                                              |

Religionszugehörigkeit
| 1885: | 479 evangelische (= 99,38 %), drei (= 0,62 %) katholische Einwohner    |
| 1961: | 845 evangelische (= 83,25 %) und 161 katholische (= 15,86 %) Einwohner |

## Bauwerke
Die Kirche wurde 1887/88 vom Kirchenbaumeister Ludwig Hofmann errichtet.

## Verkehr
Im Osten von Fleisbach liegt die Hochtrasse der Autobahn 45. Im Nachbarort Merkenbach befindet sich die Anschlussstelle Herborn-Süd. Ebenfalls östlich des Ortes verläuft die Bundesstraße 277.